# Мразівці
Мразівці (Морозівці) (словац. Mrázovce) — село в Словаччині, Стропковському окрузі Пряшівського краю. Розташоване в північно-східній частині Словаччини.
Уперше згадується у 1408 році.
У селі є греко-католицька церква Найсвятішої Трійці з 1833 року в стилі класицизму.

## Населення
| Рік:            | 1993 | 2003     | 2013  | 2023    |
| --------------- | ---- | -------- | ----- | ------- |
| Кількість осіб: | 90   | 100      | 86    | 79      |
| Різниця:        |      | +11,11 % | -14 % | -8,13 % |

| Рік:            | 2022 | 2023    |
| --------------- | ---- | ------- |
| Кількість осіб: | 81   | 79      |
| Різниця:        |      | -2,46 % |

В селі проживає 93 осіб.
Національний склад населення (за даними останнього перепису населення — 2001 року):
- словаки — 100,0 %

Склад населення за приналежністю до релігії станом на 2001 рік:
- греко-католики — 81,00 %,
- римо-католики — 19,00 %,